# 藩閥

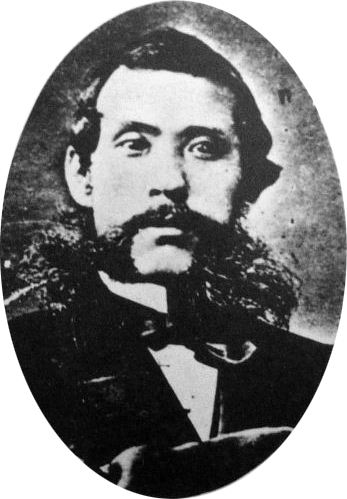
大久保利通

藩閥（日语：／ hanbatsu */?），是日本明治時期產生的一個統治階級，他們大多是明治時期佔據日本政府和陸海軍要職的薩摩・長州・土佐・肥前四藩出身的有力者，因此稱為藩閥。由於藩閥長期占據政府要職，其他地域出身者無法擠身政府要員，形成寡頭體制， 又被稱為「明治寡頭制」。

## 概要

### 代表人物
藩閥的成員多為日本國學的追随者，並多相信其為新秩序的創造者；大久保利通與西郷隆盛是其中最主要的代表人物，另外還有木戶孝允、大隈重信、伊藤博文、山縣有朋等人。

### 發展
幕末的倒幕過程中薩摩・長州・土佐・肥前四藩藩士是倒幕派重要組成，因此在明治維新後，藩閥的成員大量擠身政府、內閣之中，形成藩閥政府或藩閥内閣。薩長土肥四藩中，土佐・肥前出身者較少，因此實際上權力核心是薩摩・長州出身者擔任，另一方面有許多技術官僚的肥前一度在8人参議中佔有4席，但政務仍由薩摩・長州藩閥控制。
1871年（明治4年）廢藩置縣後形成新官制，薩長土肥出身者独占大部分参議、各省大臣，形成藩閥政府。1873年岩倉使節團歸國後發動明治六年政變，奪取留守政府的權力。大久保利通奪得大權後，設置內務省，由自身以參議身份兼任，開啟「參議省卿兼任制」，即參議兼任各省卿，各省將接受參議的指導，該時期又被稱為有司專制，該措施有助於統整政府內部意見，增加政府效率與權力，但也受到在政爭中失敗的留守派批評。
隨後西鄉隆盛在1877年發動西南戰爭敗死，以及大久保利通在紀尾井坂之變被暗殺，導致薩摩閥的失勢，長州閥的伊藤博文、山縣有朋等人獨占政府要職，直到1885年（明治18年）内閣制度成立後，薩摩系的中堅層崛起，薩摩・長州出身者常器控制內閣總理大臣一職。藩閥大多反對議会政治，他們與當時的民本主義、一君万民論的理想理論不相容，而成為自由民權運動批判對象，大正民主便打著「打破閥族・擁護憲政」的口號，在大正時期隨著民主思想傳入，逐漸打破藩閥控制政府的現象。
不過藩閥也在政府各部門，和政府與軍隊之間形成「有機聯繫」，從這個角度來看，有人指出，大正時代後，當從考試和培訓機構產生的官僚和軍事人員掌握部門時，有機聯繫被破壞，導致政府各部門之間的緊張態勢。

## 新政措施
由藩閥成員推動的新政包括制定一系列經濟和社會的改革措施以廢除四民制度、資助港口改善建設、機械進口、提供海外留學機會、成立學校、聘請外國教師和顧問、進行陸軍和海軍現代化、建設鐵路和電報網絡、資助外交任務（如岩倉使節團）等。

## 藩閥出身的政治人物
明治維新後太政官制中參議除了勝海舟外全部都是藩閥出身，由於在他之上的大臣，通常又沒有實質上的權力，因此參議時常是作為政府首腦的身分去指導政府的部門。內閣制成立後，從1885年到1906年的1~11任內閣總理大臣皆是藩閥出身，直到1906年第12任的公家出身的西園寺公望才中段此現象，但西園寺立場仍是親藩閥，直到1918年原敬上台才讓藩閥影響力減弱。
內閣總理大臣外，明治時期79名閣員中，薩長土肥四藩出身有42人，超過一半，其中薩、長各有14人。

### 藩閥出身的內閣總理大臣

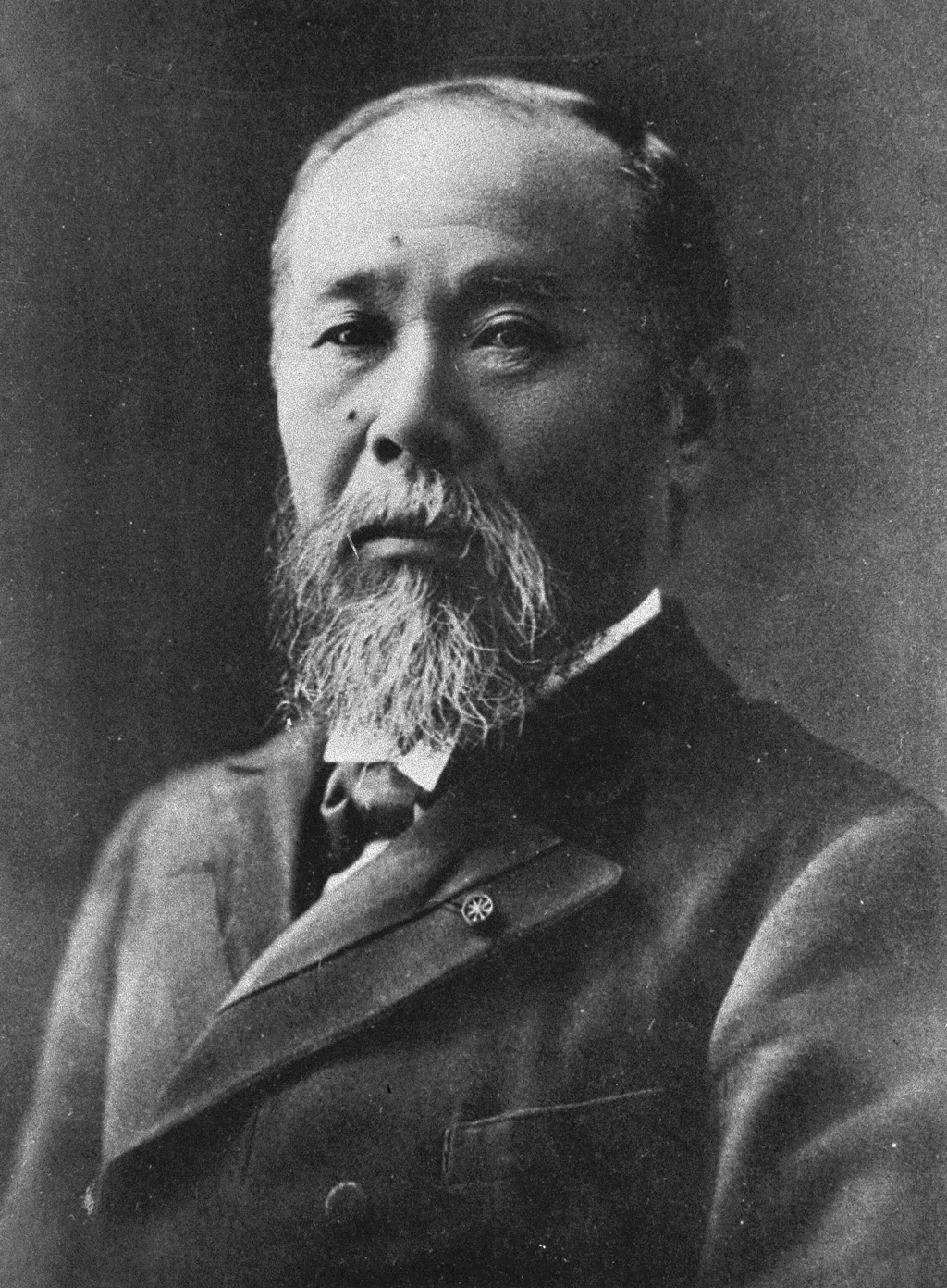
伊藤博文

- 伊藤博文（長州藩）1・5・7・10代目
- 黑田清隆（薩摩藩）2代目
- 山縣有朋（長州藩）3・9代目
- 松方正義（薩摩藩）4・6代目
- 大隈重信（肥前藩）8・17代目
- 桂太郎（長州藩）11・13・15代目
- 山本權兵衛（薩摩藩）16・22代目
- 寺内正毅（長州藩）18代目
- 田中義一（長州藩）26代目

### 元老
在戰前有輔佐天皇、推薦首相的元老10人中，除西園寺公望都是薩、長出身者。
- 伊藤博文（長州藩）
- 黒田清隆（薩摩藩）
- 山縣有朋（長州藩）
- 松方正義（薩摩藩）
- 井上馨（長州藩）

- 西鄉從道（薩摩藩）
- 大山嚴（薩摩藩）
- 西園寺公望（公家）
- 桂太郎（長州藩）
- 山田顯義（長州藩）

## 軍方的藩閥
戰前日本一直有「薩の海軍、長の陸軍」的說法，指當時日本海軍由薩摩閥的山本權兵衛、東鄉平八郎、西鄉從道控制，陸軍則由乃木希典、兒玉源太郎、山縣有朋、桂太郎等長州閥控制。不過軍隊内的藩閥勢力逐漸被軍校畢業者取代而逐漸減少，到昭和時代藩閥已不再壟斷軍方要職。

## 警方的藩閥
戰前日本警察一直由薩摩閥控制，從1874到1901年間14任警察機構首長，包括第一任大警視川路利良，有12任是薩摩閥，另外兩位也來自土佐藩，完全由藩閥壟斷。為了牽制警視廳的薩摩閥勢力，長州閥控制的陸軍創設憲兵。然而在建立憲兵部隊的同時，警視廳設立了憲兵部，並為西南戰爭動員了警察加入憲兵，導致日後憲兵中有許多薩摩藩出身的人。

## 司法部門的藩閥
明治時代的司法部門也深受藩閥影響，司法行政方面司法省的初代司法大臣山田顯義為長州藩出身，司法省幹部有一半是藩閥出身。裁判方面，作為最高審判機關的大審院，21位判事，有10位出身藩閥，約佔一半；各級裁判所的判事中，藩閥出身者也大約占1/4，這1/4藩閥出身的判事掌握司法部門的中枢，尤其在大審院、東京控訴裁判所、大阪控訴裁判所等主要的裁判所。